# 大園桃子
大園 桃子（おおぞの ももこ、1999年〈平成11年〉9月13日 - ）は、日本の実業家、YouTuberであり、アパレルブランド「philme」を運営するhio株式会社の代表取締役社長、女性アイドルグループ乃木坂46の元メンバーである。鹿児島県曽於市出身。

## 来歴
1999年（平成11年）9月13日生まれ。5歳から中学2年生までピアノを習い、小学5年生から中学3年生まで剣道を習う（二段の腕前）。しかし、どちらもあまり身に付かなかったと本人は語っている。一方、書道の方は上達が早く高校1年まで続けた。
曽於市内の中学校を卒業後、鹿児島県立曽於高等学校へ進学。実家が最寄り駅まで車で40分のところにあり、公共交通機関がない地域なので原付バイクで通学していた。
高校では野球部のマネージャーをしていたため、習い事はしていなかった。しかし、マネージャーとして練習試合と一部の公式戦で野球場の場内アナウンスを担当していたことがあり、乃木坂46加入後にこの経験が生きたと語っている。

### 乃木坂46
1歳上の高校の先輩に勧められ、乃木坂46の3期生のオーディションに応募。1次審査合格を知ったのが2次審査の4日前だった。2次審査では、特技披露をするつもりで準備をしていた木刀をマイク代わりにして新垣結衣の「赤い糸」を歌った。その後、3次審査も通過し、4次審査ではericaの「あなたへ贈る歌」を歌った。
2016年（平成28年）9月4日、乃木坂46の3期生オーディションに合格。加入時の発表で、3期の暫定センターに選ばれた。合格発表後、LINE LIVEで『乃木坂46 3期生決定スペシャル』が生配信され、乃木坂46での活動を開始。出版社コラボレーション特別企画賞で『週刊ヤングジャンプ』（集英社）、『FLASHスペシャル』（光文社）、『月刊エンタメ』（徳間書店）、『BOMB』（学研パブリッシング）、『月刊AKB48グループ新聞』（日刊スポーツ）の特別賞を受けた。
同年12月10日、日本武道館で行われた「乃木坂46 3期生『お見立て会』」でファンに初披露された。
2017年（平成29年）2月2日から12日にかけて、3期生初公演となる舞台『3人のプリンシパル』が15公演実施された。
同年3月22日、17thシングル『インフルエンサー』に収録された初の3期生楽曲「三番目の風」でセンターを務めた。
同年7月10日放送の『乃木坂工事中』（テレビ愛知）において、18thシングルの表題曲「逃げ水」で同期の与田祐希とともに初選抜にして初センター（Wセンター）を務めることが発表された。
2018年（平成30年）5月1日、NHK鹿児島放送局の高校野球中継応援マネージャーに就任。同年6月11日、鹿児島県曽於市特別PR大使に就任。
2019年（平成31年）4月14日より『らじらー！サンデー』（NHKラジオ第1放送）の第2・第4日曜日レギュラーMCに就任。同年（令和元年）5月8日発売の雑誌『an・an』2150号より「美容の坂道のぼり隊」の新メンバーとして連載開始。
2020年（令和2年）1月、『NHK WALL aquarium 〜sea of AMAMI〜』（NHK鹿児島放送局）のスペシャルサポーターに就任。同年9月13日、21歳の誕生日を迎え、Instagramを開設した。
2021年（令和3年）7月4日、自身の公式ブログを更新し、同年9月4日（3期生デビュー5周年）でグループを卒業し芸能界を引退することを発表した。3期生として初の卒業メンバーとなった。
同年8月22日にマリンメッセ福岡で開催された『真夏の全国ツアー2021』福岡公演がラストライブとなり、大園の卒業セレモニーが行われた。また、卒業公演後の福岡から生出演した『らじらー！サンデー』が、同番組への最後の出演となった。
同年9月4日、芸能界を引退。同日、公式YouTubeチャンネルで3期生楽曲「思い出ファースト」のMVが公開され、このMVが大園を含む3期生12人で出演する最後のMVとなった。5日深夜に放送された『乃木坂工事中』が最後の出演番組となった。

### 芸能界引退、アパレルブランドを開設
同月13日、自身のInstagramにて、自身が事業主を務めるアパレルブランド「philme（フィルム）」を10月4日にオープンすることを発表し、同時に「philme」の専用アカウントを開設。
同年11月20日、YouTubeチャンネル「背伸びな暮らし - momo -」を開設。2022年1月29日に初動画が投稿された。
2022年（令和4年）3月11日、オリエンタルラジオの中田敦彦が運営するYouTubeチャンネル「中田敦彦 - NAKATA ATSUHIKO」に出演した動画が公開された。
2024年（令和6年）9月15日、YouTubeチャンネルの名前を「ももちゅーぶ」に変更。1年3か月ぶりにYouTubeを再開。
2025年（令和7年）2月23日、みずほPayPayドーム福岡で開催された「与田祐希 卒業コンサート」DAY2にサプライズ出演し、与田祐希とともにWセンターを務めた『逃げ水』をパフォーマンスした。引退した元メンバーが再びライブに登場するのはグループ史上初。

## 人物
愛称は、ももちゃん。阪口珠美からは「ももンゴ」と呼ばれているが、本人は嫌がっている。齋藤飛鳥からは「ぞのっち」と呼ばれているが、大園は「ぞのっち呼び（が許される人間）は飛鳥さんだけですのでくれぐれもお間違えのないようにご注意ください」としている。
涙と訛りが印象的で、2019年4月15日放送の『しくじり先生 俺みたいになるな!!』（テレビ朝日）、2019年7月5日に公開された映画『いつのまにか、ここにいる Documentary of 乃木坂46』（東宝）など涙する場面が挙げられている。

### 嗜好
好きな食べ物はトマト、黒豚しゃぶしゃぶ。好きな映画は『シザーハンズ』。好きな曲は、メンバーの一人ひとりが10分程度の番組をプロデュースする『乃木坂46時間TV』の恒例企画「乃木坂電視台」で大園が披露した奥華子の「変わらないもの」。他にも奥華子の曲を好んでおり自身のYouTubeチャンネルで「ガーネット」をカバーし配信した。

### 特技
最終オーディションの際には「特技はないのですが、この経験を通して見つけられたらいいなと思っています」と発言している。小学5年生から中学3年生までピアノ、剣道（二段）、高校1年生まで書道を習っていた経験がある。
2017年5月9日から14日にかけて行われた『乃木坂46 三期生単独ライブ』では「君の名は希望」をピアノで生演奏した。
2017年8月7日放送のテレビ番組『乃木坂工事中』の「18枚目シングルヒット祈願企画」で、ウミガメに会うためにスクーバダイビングのCカードライセンス（エントリーレベル）を取得した。

### 乃木坂46
3期生加入時の暫定センター。サイリウムカラーはピンクと緑。好きな曲は「今、話したい誰かがいる」。
親しい先輩は白石麻衣、齋藤飛鳥、高山一実、星野みなみ、樋口日奈、北野日奈子、伊藤純奈、秋元真夏、渡辺みり愛。
同期の佐藤楓とはオーディションの4次審査の時に同じホテルになり仲良くなった。北野とは「もーこ」「ひーこちゃん」と呼び合う仲。また、同期である梅澤美波のことを「嫁」と表現する。同期の与田祐希とも仲が良く、与田と大園とのコンビはファンから「よだもも」と呼ばれている。岩本蓮加、阪口珠美とのコンビは「ももれんたま」の愛称で知られている。過去には後輩である4期生とどう距離を縮めたらいいか分からないと発言していたが、筒井あやめと遠藤さくらを初期からかわいいと推している。筒井とはご飯に行く約束をするくらい仲が良い。4期生の筒井と清宮レイが好きな先輩として大園をあげている。
17thシングル「インフルエンサー」のType-Cに特典映像として収録されている個人PV『バージン・ブリーズ』（監督：松本動）の撮影の時点では、芝居の経験はゼロに近く、ドラマの撮影に挑戦したのは初めて。

## 作品

### シングル
乃木坂46
- 三番目の風（2017年3月22日、SRCL-9376/7） - EAN 4547366297553。
- 逃げ水（2017年8月9日、SRCL-9489/97） - EAN 4547366319156。
- 女は一人じゃ眠れない（2017年8月9日、SRCL-9489/97） - EAN 4547366319156。
- ひと夏の長さより…（2017年8月9日、SRCL-9489/90） - EAN 4547366319156。
- 未来の答え（2017年8月9日、SRCL-9495/6） - EAN 4547366319194。
- 泣いたっていいじゃないか?（2017年8月9日、SRCL-9497） - EAN 4547366319187。
- 不眠症（2017年10月11日、SRCL-9572/80）  - EAN 4547366330311。
- 僕の衝動（2017年10月11日、SRCL-9578/9）  - EAN 4547366330359。
- シンクロニシティ（2018年4月25日、SRCL-9782/90） - EAN 4547366354140。
- トキトキメキメキ（2018年4月25日、SRCL-9788/9） - EAN 4547366354188。
- 言霊砲（2018年4月25日、SRCL-9790） - EAN 4547366354171。
- ジコチューで行こう!（2018年8月8日、SRCL-9913/21） - EAN 4547366369465。
- 空扉（2018年8月8日、SRCL-9913/21） - EAN 4547366369465。
- 自分じゃない感じ（2018年8月8日、SRCL-9915/6） - EAN 4547366369472。
- 地球が丸いなら（2018年8月8日、SRCL-9919/20） - EAN 4547366369502。
- あんなに好きだったのに…（2018年8月8日、SRCL-9921） - EAN 4547366369496。
- 帰り道は遠回りしたくなる（2018年11月14日、SRCL-9974/82） - EAN 4547366382037。
- キャラバンは眠らない（2018年11月14日、SRCL-9974/82） - EAN 4547366382037。
- Sing Out!（2019年5月29日、SRCL-11186/94） - EAN 4547366406672。
- 平行線（2019年5月29日、SRCL-11190/1） - EAN 4547366406696。
- 僕のこと、知ってる?（2019年9月4日、SRCL-11260/8） - EAN 4547366418569。
- しあわせの保護色（2020年3月25日、SRCL-11460/8） - EAN 4547366444193。
- 毎日がBrand new day（2020年3月25日、SRCL-11464/5） - EAN 4547366444216。
- 世界中の隣人よ（2020年5月25日）[68]
- Route 246（2020年7月24日）
- 僕は僕を好きになる（2021年1月27日、SRCL-11680/8） - EAN 4547366487244。
- 明日がある理由（2021年1月27日、SRCL-11680/8） - EAN 4547366487244。
- Wilderness world（2021年1月27日、SRCL-11680/1） - EAN 4547366487244。
- 友情ピアス（2021年1月27日、SRCL-11688） - EAN 4547366487275。
- ごめんねFingers crossed（2021年6月9日、SRCL-11836/44） - EAN 4547366507270。
- 全部 夢のまま（2021年6月9日、SRCL-11836/44） - EAN 4547366507270。
- 大人たちには指示されない（2021年6月9日、SRCL-11836/7） - EAN 4547366507270。

坂道AKB
- 国境のない時代（2018年3月14日、KIZM-90547/8） - EAN 4988003519797。
- 初恋ドア（2019年3月13日、KIZM-90615/6） - EAN 4988003543921。

### アルバム
乃木坂46
- 生まれてから初めて見た夢（2017年5月24日、SRCL-9437/44） - EAN 4547366307825。
- 今が思い出になるまで（2019年4月17日、SRCL-11140/7） - EAN 4547366401325。
- Time flies（2021年12月15日、SRCL-12020/30） - EAN 4547366534184。

### 映像作品
- 大園桃子（2017年3月22日） - EAN 4547366297539。
- NOGIBINGO!8（2018年3月16日） - EAN 4988021146821。
- 乃木坂46 5th YEAR BIRTHDAY LIVE 2017.2.20-22 SAITAMA SUPER ARENA（2018年3月28日） - EAN 4547366344523。
- 乃木坂46 真夏の全国ツアー2017 FINAL! IN TOKYO DOME（2018年7月11日） - EAN 4547366363999。
- NOGIBINGO!9（2018年10月19日） - EAN 4988021147392。
- 乃木坂46 6th YEAR BIRTHDAY LIVE 2018.07.06-08 JINGU STADIUM&CHICHIBUNOMIYA RUGBY STADIUM（2019年7月3日） - EAN 4547366411270。
- ドラマ「ザンビ」（2019年8月2日） - EAN 4988021148474。
- NOGIBINGO!10（2019年10月25日） - EAN 4988021148757。
- いつのまにか、ここにいる Documentary of 乃木坂46（2019年12月25日） - EAN 4988104123695。
- 乃木坂46 7th YEAR BIRTHDAY LIVE 2019.2.21-24 KYOCERA DOME OSAKA（2020年2月5日） - EAN 4547366438956。
- 大園工事中（2020年10月28日） - EAN 4547366474794。
- 乃木坂46 8th YEAR BIRTHDAY LIVE 2020.2.21-24 NAGOYA DOME（2020年12月23日） - EAN 4547366482812。
- NOGIZAKA46 Mai Shiraishi Graduation Concert 〜Always beside you〜（2021年3月10日） - EAN 4547366491104。
- ノギザカスキッツACT2 第1巻（2021年7月30日） - EAN 4988021718608, EAN 4988021140829。
- ノギザカスキッツACT2 第2巻（2021年10月22日） - EAN 4988021718615, EAN 4988021140836。
- 乃木坂46 9th YEAR BIRTHDAY LIVE 5DAYS（2022年6月8日） - EAN 4547366541441, EAN 4547366541465。
- さ〜ゆ〜Ready?さゆりんご軍団ライブ/松村沙友理 卒業コンサート（2023年4月26日）[69]

## 出演

### テレビドラマ
- ザンビ（2019年1月24日 - 3月28日、日本テレビ）先川柚月 役[70][71]

### ラジオ
- らじらー！サンデー（2019年4月14日 - 2021年8月22日、NHKラジオ第1放送）偶数週の日曜日レギュラー[18]

### CM
- 第60回NHK旗争奪鹿児島県選抜高校野球大会（2018年、NHK鹿児島放送局）[14]
- 親子の時間と、カップスター（2021年、サッポロ一番 カップスター）[72]

### ネット配信
- 曽於市長対談PR動画（鹿児島県曽於市そお市役所）[73]
  - 観光編「曽於市のおすすめスポット」（2018年9月2日 - ）[73]
  - 自然編「当たり前にあるけど特別なこと」（2018年9月16日 - ）[73]
  - 食編「美味しいものが盛りだくさん」（2018年9月30日 - ）[73]
  - 住みよいまち編「自然あふれる曽於市」（2018年10月14日 - ）[73]
  - まるっと全部編（2018年10月28日 - ）[73]
- 曽於市PR動画第2弾[74]
  - 神社へ…「檍神社にトリップ!」（2020年2月4日 - ）[75]
  - パワースポットへ…「ミステリーパワースポットへ」（2020年2月11日 - ）[76]
  - お昼ご飯は…「大人気の道の駅にて」（2020年2月20日 - ）[77]
  - 特産品を…「たわわに実る ゆず畑へ」（2020年2月25日 - ）[78]
  - ワークショップ体験「お花屋さんのジェルキャンドル」（2020年3月3日 - ）[79]
  - 全編「旅をまるっと全編」（2020年3月3日 - ）[80]

### イベント
- NHK WALL aquarium 〜sea of AMAMI〜（2020年2月8日 - 3月8日、NHK鹿児島放送局）[20]

## 書籍

### 雑誌連載
- an・an（マガジンハウス）
  - 美容の坂道のぼり隊（2019年5月8日 - 2021年8月25日）[注 3]

### Webマガジン
- mer（メル）「いちばん身近なおしゃれのお手本帖」（2020年11月19日 - 2021年8月22日）[82][83]